# Andrei Ștefana
Andrei Cristian Ștefana (* 16. April 1988) ist ein rumänischer Langstrecken- und Hindernisläufer.

## Sportliche Laufbahn
Erste internationale Erfahrungen sammelte Andrei Ștefana im Jahr 2013, als er bei den Balkan-Meisterschaften in Stara Sagora in 8:13,73 min die Silbermedaille im 3000-Meter-Lauf gewann. 2015 siegte er in 8:16,09 min über 3000 Meter bei den Balkan-Hallenmeisterschaften in Istanbul und bei den Freiluftmeisterschaften in Pitești belegte er in 8:51,91 min den vierten Platz über 3000 Meter Hindernis. Im Jahr darauf siegte er dann in 8:51,00 min bei den Balkan-Meisterschaften ebendort und 2019 erreichte er bei den Militärweltspielen in Wuhan nach 8:56,47 min auf Rang zwölf. 2021 musste er bei den Balkan-Hallenmeisterschaften in Istanbul sein Rennen über 3000 Meter vorzeitig beenden und bei den Freiluftmeisterschaften in Smederevo gewann er in 9:04,08 min die Bronzemedaille im Hindernislauf. Im Jahr darauf gelangte er bei den Balkan-Meisterschaften in Craiova mit 8:33,11 min auf Rang sechs über 3000 Meter.
In den Jahren 2015 und 2021 wurde Ștefana rumänischer Meister im 3000-Meter-Hindernislauf sowie 2015 auch im 5000-Meter-Lauf und 2021 siegte er auch über 3000 Meter. Zudem wurde er 2015 Hallenmeister im 3000-Meter-Lauf.

## Persönliche Bestleistungen
- 3000 Meter: 8:13,73 min, 28. Juli 2013 in Stara Sagora
  - 3000 Meter (Halle): 8:16,09 min, 21. Februar 2015 in Istanbul
- 5000 Meter: 14:13,14 min, 23. Mai 2015 in Pitești
- 3000 m Hindernis: 8:47,73 min, 21. Juni 2015 in Iraklio